# One Taxi Ride
One Taxi Ride (en español: un viaje en taxi) es un documental mexicano basado en un hecho real acaecido a Erick Cid, un joven adolescente gay de 17 años, quien la noche de su cumpleaños aborda un taxi para dirigirse a festejar su cumpleaños, pero el vehículo se desvía y él es golpeado y violado por el taxista y dos hombres más.

## Violación masculina
El hecho permanece en secreto por casi 10 años, hasta que este joven mexicano conoce accidentalmente a Mak Chun Kit (C.K. Mak), un documentalista de Singapur, a quien en una charla de café Erick Cid revela, por primera vez en su vida, la agresión sexual de la que había sido víctima.
C.K. Mak se interesa por él, y por llevar esta historia al cine, para mostrar no sólo la historia de Erick Cid, sino también exponer los estigmas y tabúes que rodean la violación masculina, y como ello afecta las relaciones y vínculos, tanto familiares como con su actual pareja gay.
Aquel jovencito no se atrevió a acudir a las autoridades a presentar una denuncia, ni fue revisado por personal sanitario ni recibió jamás asistencia psicológica. Como consecuencia de la violación, años después Erick Cid fue diagnosticado VIH positivo.

## Repercusiones
Luego de su estreno han sido numerosos los hombres que se han acercado a contar sus propias historias, de modo que el sitio web oficial abrió un espacio de comunicación e información sobre lugares de orientación y apoyo, en México y otros 110 países.
A raíz del documental se ha abierto una solicitud al gobierno de México en Change.org para que mejore la atención a hombres víctimas de violación, bajo el nombre de: "Apoya a Hombres Sobrevivientes de Agresión Sexual / Support Male Sexual Assault Survivors".

## Premios y reconocimientos
El documental ganó el Octavo Premio Maguey del Festival Internacional de Cine de Guadalajara, que reconoce lo mejor del cine LGBT que se presenta en dicha competición.
El documental también ha participado en el Festival Cuórum de Morelia 2019, Festival Internacional de Cine de Guayaquil 2019 donde fue nominado al premio Iguana de Oro, el Festival Internacional de Cine de San Sebastián 2019 donde estuvo nominado al premio Sebastiane 2019, el Hola México Film Festival de Los Ángeles, y hace parte de la selección oficial de Frameline 43 del Festival Internacional de Cine LGBT de San Francisco.